# Stadion Regie
Stadion Regie (rum. Stadionul Regie) – to wielofunkcyjny stadion położony w Bukareszcie. Swoje mecze rozgrywa tu klub piłkarski Sportul Studențesc Bukareszt. Pojemność stadionu to 12 tys. miejsc. Obiekt przeszedł modernizację w 2004 r.